# Pilot 776 SE
Pilot 776 SE är en svensk lotsbåt som byggdes 1993 som Tjb 776 av Smögens Plåt & Svetsindustri AB, Smögen för Sjöfartsverket i Norrköping. Tjb 776 stationerades vid Gotlands Sjötrafikområde, Slite lotsplats. 2005 döptes båten om till Pilot 776 SE.